# Aartsbisdom Vienne

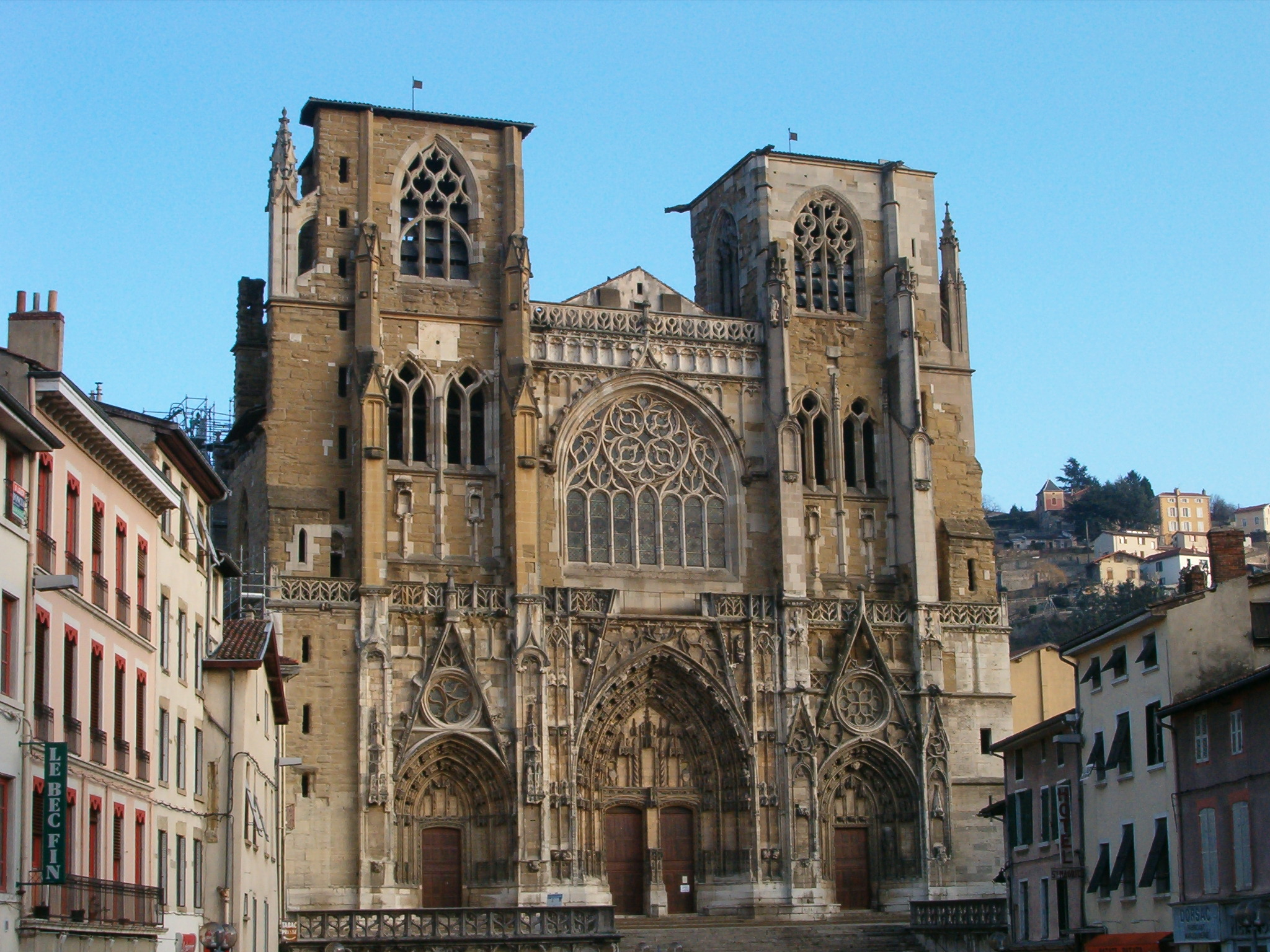
Kathedraal van het aartsbisdom Vienne (Cathédrale Saint-Maurice de Vienne).

Het aartsbisdom Vienne (Latijn: Dioecesis Viennensis, Archidioecesis Viennensis) was een bisdom en aartsbisdom in Frankrijk (445-1801). 
Het werd opgericht in 445 door verheffing van het sinds de 3e eeuw bestaande bisdom Vienne. De bekendste aartsbisschop was Guido van Bourgondië (1060-1124), de latere paus Callixtus II. Ook de heiligen Mamertus, Avitus, Desiderius, George van Vienne, Ado en Barnard van Vienne waren aartsbisschop van Vienne. Het aartsbisdom werd in 1801 opgeheven en verdeeld over de bisdommen Grenoble en Valence. In december 2006 werd de naam van het bisdom Grenoble gewijzigd in bisdom Grenoble-Vienne.

## Lijst van aartsbisschoppen van Vienne van 1569 tot 1801
- 1569-1575: Vespasien Gribaldi
- 1576-1587: Pierre de Villars, oom van opvolger
- 1587-1599: Pierre II de Villars, neef van voorganger, broer van opvolger
- 1599-1626: Jérôme de Villars, broer van voorganger, neef van opvolger
- 1626-1662: Pierre III de Villars, neef van voorganger, oom van opvolger
- 1662-1693: Henri de Villars, neef van voorganger
- 1694-1713: Armand de Montmorin de Saint-Hermin
- 1714-1720: François des Balbes de Berton de Crillon
- 1722-1745: Henri-Osvald de La Tour d'Auvergne de Bouillon
- 1745-1746: Christophe de Beaumont du Repaire (nadien aartsbisschop van Parijs)
- 1747-1751: Jean d'Yse (d'Ize) de Saléon
- 1751-1774: Guillaume d'Hugues de la Motte
- 1774-1789: Jean-Georges Lefranc de Pompignan
- 1789-1801: Charles-François d'Aviau du Bois de Sanzay